# Норвежская операция
Норвежская кампания — боевые действия между вооруженными силами нацистской Германией с одной стороны, и Норвежского королевства, при поддержке сил Великобритании и Франции, с другой. Продолжалась с 9 апреля до 10 июня 1940 года.
8 июня 1940 года, после начала боёв во Франции и сложившегося там катастрофического положения англо-французских сил, войска Англии и Франции, ранее прибывшие в Норвегию, были выведены из страны и до конца Второй мировой войны Норвегия оставалась под контролем Германии.

## Предыстория
Со времён Крымской войны скандинавские страны придерживались во внешней политике принципа нейтралитета. С 1905 года и до конца Первой мировой войны Великобритания и Германия оказывали давление на Норвегию из-за географического положения этой страны, позволяющего контролировать восток Северного моря. Непосредственно перед началом войны Дания, Швеция и Норвегия провели ряд встреч на высшем уровне, где подчеркнули свою волю к нейтралитету. Однако, воюющие стороны вынудили северные страны к косвенному участию в войне: Швеция и Норвегия передали значительную часть своего торгового флота Антанте, а Германия вынудила Данию частично заблокировать минами пролив Большой Бельт. В конце войны Норвегия по просьбе Великобритании продолжила в своих водах минное заграждение против немецких подлодок.
Накануне новой мировой войны скандинавы продолжали придерживаться нейтралитета. 31 мая 1939 года между Данией и Германией был заключён пакт о ненападении; Швеция и Норвегия отвергли аналогичные предложения, не чувствуя угрозы за проливами. Немцы безуспешно пытались заключить договор с Норвегией, после чего последовал ряд инцидентов: захваченное крейсером «Дойчланд» американское торговое судно «Сити оф Флинт» было конфисковано в октябре в Хёугесунне; в конце ноября норвежцы разрешили немецкому судну «Вестервальд» войти в военный порт Берген; 7—13 декабря в норвежских водах германской подлодкой были потоплены британские или зафрахтованные британцами суда «Томас Уолтон», «Дептфорд» и «Гэродфелиа».
В январе 1940 года британский министр иностранных дел лорд Галифакс заявил, что это вынуждает Великобританию распространить ведение войны на норвежские территориальные воды. Было решено разработать план по захвату портов на норвежском побережье, в частности Нарвика (План R4), исходя из которого можно было бы занять шведские рудники, а также выступить на помощь Финляндии, обороняющейся против Советского Союза. Французы, после того как к ним «прилетел» план «Гельб», были заинтересованы в открытии второго фронта для отвлечения сил вермахта. На одном из приемов с участием журналистов Скандинавских стран Черчилль, будто бы мимоходом, сказал: «Иногда можно и пожелать, чтобы северные страны оказались на противоположной стороне, и тогда можно было бы захватить нужные стратегические пункты». «Складывается впечатление, — писал об этом событии будущий Генеральный секретарь ООН Трюгве Ли, — что Черчилль выступил со своим заявлением с явным намерением сделать так, чтобы оно дошло до ушей немцев». Были сформированы британские военные части для отправки на Балканы и в Нарвик.
Для немцев Норвегия была как ключом к Северному морю, так и путём транзита шведской руды; на её захвате особенно настаивал главнокомандующий кригсмарине гросс-адмирал Эрих Редер. 14 декабря 1939 года командование вермахта получило задание от Гитлера исследовать возможность захвата Норвегии. Первоначально Генштаб скептически отнёсся к необходимости и возможности выполнения этой цели, однако 27 января всё же был создан отдельный штаб для разработки плана под кодовым названием «Учения на Везере» (нем. Weserübung). Инцидент с «Альтмарком» 16 февраля ослабил позиции противников операции, и с этого момента подготовка к ней была форсирована. 24 февраля штаб 21-го корпуса под руководством генерала Николауса фон Фалькенхорста начал детальную разработку операции, а через 5 дней уже представил Гитлеру готовый проект. Принципиальной чертой плана было стремление осуществить молниеносные одновременные десанты в ключевых городах, по возможности без применения оружия. Редер посоветовал осуществить десант до 7 апреля, то есть до окончания полярной ночи. На совещании 2 апреля Гитлер назначил «днём Везер» (высадки) девятое число. Были установлены контакты с лидером малопопулярной норвежской партии «Национальное единение» (норв. Nasjonal Samling) Видкуном Квислингом, хотя на проведении военной операции это никак не сказалось.

### Советско-финская война
После нападения СССР на Финляндию (30 ноября 1939 года) союзники по антигитлеровской коалиции, а также Германия и Италия, и некоторые нейтральные страны (в том числе Швеция и Норвегия), считали необходимым вмешаться в эту войну и оказать всевозможную посильную помощь Финляндии.

## Силы и планы сторон

### Норвегия

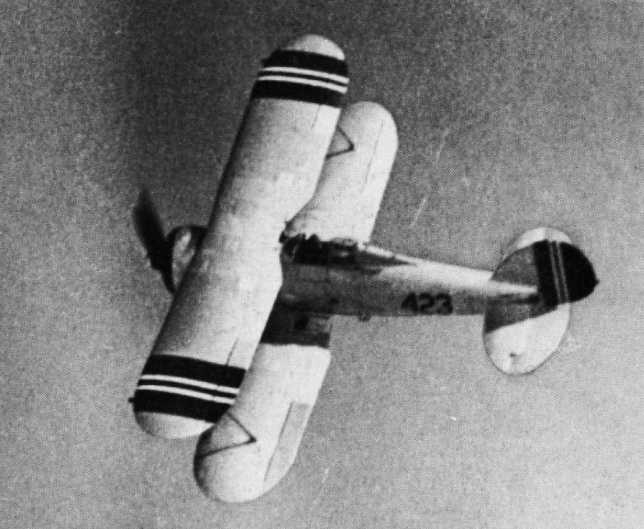
Норвежский Глостер «Гладиатор». 1940

Вооружённые силы Норвегии состояли из сухопутной армии (норв. Hæren) и военно-морских сил (норв. Sjoforsvarets). Верховным главнокомандующим являлся король Хокон VII, однако в случае войны главнокомандующим становился командующий сухопутной армией, которым с 1931 года являлся Кристиан Локе. Военно-морскими силами Норвегии командовал адмирал Генри Дизен.
Авиация не считалась отдельным родом войск и была «разделена» между армией и флотом, её общая численность составляла около 150 самолётов британского, нидерландского, итальянского, немецкого и американского производства, а также собранные по лицензиям в Норвегии. Из них в строю было около 100 самолётов. Остальные встретили вторжение или на ремонте, или ещё только дособирались, или находились в разобранном состоянии, как например американские Curtiss P-36 Hawk, которые норвежцы успели получить лишь 6 штук из трех десятков запланированных.
Бронетехника норвежцев состояла лишь из одного легкого танка Rikstanken и трех импровизированных бронеавтомобилей собственного изготовления Panserbil M-23. В результате мирового экономического кризиса 1929 года военные расходы Норвежского Королевства были сильно урезаны и в начале 1930-х годов составляли всего 2,5 миллионов фунтов стерлингов. В 1938 году Норвегия стояла на предпоследнем в Европе месте по относительной величине военного бюджета — 11 %. Нежелание депутатов стортинга (норвежского парламента) выделять большие суммы на армию объяснялись опасением, что резкое усиление армии будет воспринято как желание помочь одной из сторон в грядущей войне.

### Третий Рейх

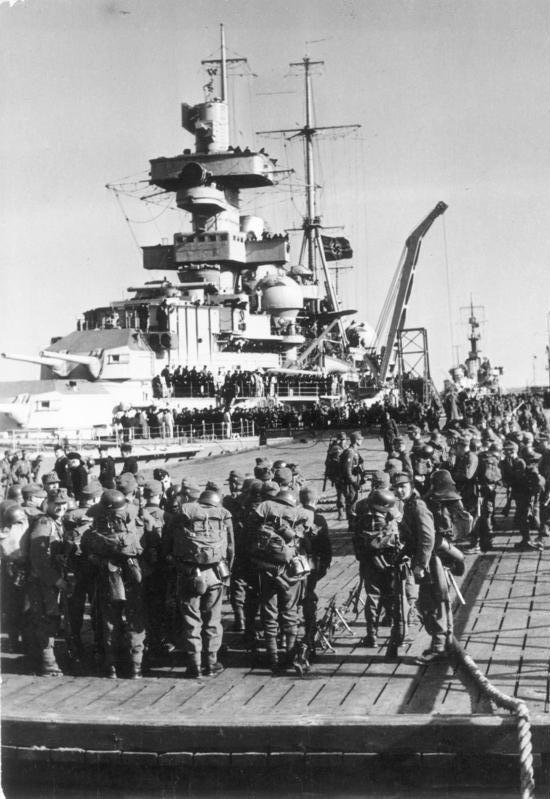
Погрузка войск на «Адмирал Хиппер», 6 апреля 1940

Вначале операция планировалась исходя из одновременного наступления на Западном фронте, поэтому для неё выделялось минимальное количество сухопутных подразделений: 3-я горнострелковая дивизия генерал-майора Эдуарда Дитля и некоторые резервные полки. Позже было решено разделить операции по времени, чтобы сохранить оперативную и политическую свободы, и поэтому северной кампании были приданы значительные силы. Первым эшелоном на норвежском побережье должны были высадиться 69-я и 169-я пехотные и 3-я горнострелковая дивизии; вторым — 181-я и 196-я; третьим — 214-я. Хотя нарушение нейтралитета ещё одной страны являлось нежелательным в политическом плане, в операцию включили также захват Дании: для снабжения «норвежского» десанта нужны были аэродромы Ютландии; необходимо было обеспечить безопасное движение морского транспорта по датским проливам.
Для операции были использованы почти все корабли военного и торгового флотов рейха. Транспортные суда планировалось разгружать в захваченных портах сразу после десантирования, поэтому суда для Нарвика должны были выйти за 6 суток до «дня Везер». Военные корабли могли выйти на 3 дня позже, так что точка невозврата начала операции наступала как раз в этот момент. Кригсмарине впервые выпало перевозить крупные сухопутные подразделения, поэтому для прикрытия десанта и атак против возможного контрдесанта были использованы субмарины. Надводный флот уже понёс ощутимые потери и имел теперь в наличии следующие силы: линкоры «Шарнхорст» и «Гнейзенау», карманный линкор «Лютцов», 2 тяжёлых и 4 лёгких крейсера, 14 эсминцев, 7 торпедных катеров.
Люфтваффе поручили: перевозить парашютистов и сухопутные части в Ольборг, Осло, Кристиансанн, Ставангер и Берген; оборонять суда и оказывать авиаштурмовую поддержку вермахту. Эти задачи были возложены на 10-й воздушный корпус генерал-лейтенанта Гейзлера. В него вошли 4-я, 26-я, 30-я боевые эскадры, 100-я группа боевой эскадры, 3 зенитных отделения, батальон парашютистов, 7 авиатранспортных групп, по одной наземной и морской транспортной эскадре.
Зоны ответственности были поделены следующим образом: группа ВМС «Восток» (адмирал Рольф Карльс) — командование на воде до Скагеррака; группа ВМС «Запад» (генерал-адмирал Альфред Заальвахтер — командование в Северном море и норвежских водах; 21-й корпус (генерал Фалькенхорст) — в Норвегии после высадки; 31-й корпус (генерал авиации Каупиш) — действия в Дании; 10-й авиакорпус (генерал-лейтенант Гейзлер) — поддержка сухопутных и морских сил в Норвегии и Дании. При этом обе флотские группы оказались в подчинении непосредственно ОКМ, 31-й армейский корпус — 21-го корпуса, 10-й воздушный — командования ВВС.

## Развитие событий
В 4 часа 30 минут утра 9 апреля германский представитель в Осло К. Бройер вручил норвежскому правительству ультиматум о капитуляции. В это время немецкое вторжение в страну уже началось. Норвежское правительство колебалось: вступать ему в борьбу с агрессором или же начать переговоры и капитулировать? Оно отклонило немецкий ультиматум, но затем всё же вступило в переговоры с немецким командованием, будучи готовым на определенных условиях примириться с оккупацией. Норвежскому генеральному штабу был дан приказ лишь о проведении «частичной и скрытой мобилизации».
В день вторжения — 9 апреля — в ходе Битвы у пролива Дрёбак батареи береговой обороны в Осло-фиорде сумели потопить немецкий тяжелый крейсер «Блюхер», но получили приказ прекратить огонь. Путь к столице Норвегии был открыт. На столичных аэродромах Форнебю и Кьеллер приземлились немецкие самолеты с десантниками. В тот же день немецкие части, не встречая сопротивления, на реквизированных автобусах и грузовиках вступили в Осло. Норвежское правительство и командование армии эвакуировались вглубь страны.
Без какого-либо сопротивления были захвачены Берген, Кристиансанн, Тронхейм. В руках немцев оказались основные склады с оружием и продовольствием, мобилизационные и оперативные документы генерального штаба и штабов округов. Лишь на подступах к Нарвику два норвежских корабля береговой обороны «Эйдсволь» и «Норге» оказали сопротивление, пытаясь преградить путь немецким кораблям к причалам Нарвика, но были потоплены германскими эсминцами. Сам же Нарвик, для обороны которого имелось достаточно сил и средств, был сдан противнику без единого выстрела.
9 апреля по радио выступил представитель местной «пятой колонны» Видкун Квислинг. Он объявил о создании вместо законного правительства Ю. Нюгордсволя нового правительства под своим руководством, потребовал немедленного прекращения мобилизации и заключения мира с Германией. Это заявление усилило замешательство в стране и армии. Генеральный штаб Норвегии и высшее офицерство были настроены пораженчески. Однако в тот момент немецкое командование не поддержало Квислинга, считая, что он не имеет достаточного влияния среди населения Норвегии.
На юге Норвегии началось масштабное немецкое наступление. Таким образом, стратегическая инициатива оказалась в руках немцев. В сложившейся кризисной обстановке правительство Нюгордсволя активизировало деятельность по организации борьбы с захватчиками. Были произведены изменения в руководстве вооруженными силами. Вместо генерала К. Локе командующим норвежской армией был назначен генерал О. Рюге. Он сразу же предпринял меры по мобилизации и усилению боеспособности армии. Надеясь на помощь и поддержку со стороны других европейских стран, Рюге отдал приказ норвежским войскам вести сдерживающие бои и не давать втягивать себя в решающие сражения. Несмотря на меры, принимаемые новым командующим, норвежские дивизии не оказали противнику заметного сопротивления. Значительные группы личного состава этих соединений во главе с командованием в первые же дни сдались в плен.
Начало операции вермахта по захвату Норвегии застало командование Франции и Великобритании врасплох, хотя их корабли находились недалеко от берегов Скандинавии. Франции и Великобритании пришлось начать активную борьбу за контроль над Норвегией. Последовавшая затяжная битва за Нарвик (9 апреля — 8 июня 1940 года) стала первым серьёзным боестолкновением на европейском театре военных действий. В мае, в условиях краха фронта во Франции, англо-французские силы приняли решение оставить Нарвик. Эвакуация тяжёлого вооружения началась уже в конце мая, основная же часть личного состава британских, французских и польских войск, грузились на транспортные суда с 4 по 8 июня.
Британская подводная лодка перевезла короля Норвегии, его семью и придворных в Лондон. До конца войны вся Норвегия оставалась под контролем Германии.

## Результаты
Норвежская кампания показала Франции и Великобритании, с каким сильным противником им пришлось столкнуться. Была продемонстрирована полная небоеспособность норвежских вооружённых сил, выявив недостатки как в командовании, так и в подготовке армии в целом. Огромную долю успехов Германии следует отнести за счет грамотного использования авиации, которая, учитывая военно-морское превосходство их противника, играла принципиальную роль в поддержке наземных операций. Оккупация Норвегии немецкими войсками существенно улучшила стратегическое положение Третьего рейха. Кригсмарине получили удобные базы для действий в Атлантике, Люфтваффе могли теперь использовать норвежские аэродромы для налётов на Великобританию, а немецкая промышленность получила неограниченный доступ к месторождениям железной руды и многих других полезных ископаемых и ресурсов, необходимых для ведения войны.